# 20564 Michaellane
A 20564 Michaellane (ideiglenes jelöléssel 1999 RT122) a Naprendszer kisbolygóövében található aszteroida. A LINEAR projekt keretében fedezték fel 1999. szeptember 9-én.